# Алешковский, Митя
Дми́трий Петрович (Ми́тя) Алешко́вский (род. 4 марта 1985, Москва) — российский фотожурналист, общественный деятель и основатель благотворительных организаций.
В период с 2004 по 2012 годы в качестве фотокорреспондента сотрудничал с рядом ведущих российских и мировых СМИ. 
С 2012 года вместе с диалектологом Ольгой Геннадьевной Ровновой занимается исследованиями и фотосъёмкой старообрядцев, эмигрировавших и осевших в странах Латинской Америки.
Во время наводнения в Крымске в 2012 году организовывал волонтёров и собирал гуманитарную помощь, после этого оставил работу журналиста и запустил проект «Нужнапомощь.ру». Соучредитель благотворительного фонда «Нужна помощь», а также создатель и директор медиапортала «Такие дела».

## Ранние годы и семья
Митя Алешковский родился 4 марта 1985 года в Москве.
Мать — заслуженный учитель России, историк, YouTube блогер Тамара Эйдельман. Дед по материнской линии — историк, литературовед-пушкинист Ната́н Эйдельман.
Отец — писатель, лауреат «Русского Букера» Пётр Алешковский. Дед Марк Алешковский.
Двоюродный дед — писатель и поэт Юз Алешковский. 
Старшая сестра Анна.
Жена — кинорежиссёр Анна Дежурко, награждена дипломом Гильдии киноведов и кинокритиков России на «Кинотавре» в 2018 году «За точность социально-психологического анализа обыденной дорожной ситуации». Дочь Екатерина (родилась в июле 2020).

## Журналистика
Алешковский работал в медиа с 14 лет, начинал с небольшой должности в издании Полит.ру. Большая часть журналистской карьеры связана с профессиональной фотографией. В 2004 году пошёл работать фотокорреспондентом в газету «Взгляд». В разное время его работы публиковали в Forbes, Newsweek, Hello, Psychologies, «Коммерсанте», «Большом городе», «Эксперте», «Новой газете», The New Times, «Известиях» и ряде других изданий, также Алешковский сотрудничал с зарубежными СМИ — Associated Press, EPA, Reuters.
Алешковский регулярно в интервью упоминает, что имеет активную гражданскую позицию. Он был связан с несколькими судебными процессами, в том числе в медиасреде. Так, в августе 2012 года, в ходе уголовного процесса над Pussy Riot, Алешковского не допустили на суд ни как свидетеля защиты, ни как аккредитованного фотожурналиста. Но в январе 2013-го управление Следственного комитета вызвало его в качестве свидетеля митинга на Болотной площади, где он работал по заданию ИТАР-ТАСС. В марте 2013 года Митю Алешковского, его коллегу по благотворительному фонду Сергея Губанова и блогера ЛГБТ-портала Юрия Гаврикова арестовали в аэропорту Пулково во время записи интервью. Им вменялась несанкционированная видеосъёмка и препирательство с сотрудниками МВД, однако петербургский и московский суд признал всех троих невиновными. Защита Алешковского в свою очередь подала жалобу уполномоченному по правам человека в Петербурге на действия сотрудников полиции. В сентябре 2013-го в стране прошла акция протеста против ареста Дениса Синякова, фотографа «Гринписа». Алешковский предложил российским СМИ закрыть фотографии на сайтах заглушками в знак солидарности с Синяковым, акцию поддержали издания «Лента.ру», «Свободная пресса», «Русская планета», «Новая газета», радиостанция «Эхо Москвы» и телеканал «Дождь».
Среди партнёрских медиапроектов, в которых участвовал Алешковский, — передача о благотворительности «Чувствительно» на радио «Эхо Москвы», которую он с октября 2014-го по январь 2016 года вёл вместе с Лесей Рябцевой. В январе его отстранил от эфира Алексей Венедиктов, отказавшись сменить соведущую из-за разногласий, хотя идея программы принадлежала Алешковскому. Рябцева в свою очередь настаивала, что была единственной ведущей, а Алешковский — постоянным экспертом.
В 2017 году издательство «Лентач» и медиапортал «Такие дела» совместно с компанией «ЛавкаЛавка» запустили ютуб-шоу об освоении «дальневосточного гектара». Митя Алешковский с фермером и предпринимателем Борисом Акимовым вели видеодневник о поездке в Хабаровск, чтобы на своём примере показать, что самые отдалённые участки можно использовать с пользой для себя и сельского хозяйства, построив успешный бизнес.
В 2018 году Алешковский разместил в личном блоге ряд негативных публикаций про компанию «Аэрофлот». Вследствие этого компания лишила его платинового статуса и накопленных миль, что спровоцировало волну критики в отношении авиаперевозчика. В ноябре 2018 года Алешковский принёс извинения гендиректору «Аэрофлота» Виталию Савельеву за оскорбления в его адрес. В мае 2019 года Пресненский суд Москвы отклонил иск Алешковского к «Аэрофлоту» с требованием вернуть ему платиновый статус и накопленные мили.

## Благотворительность

### Организация помощи при наводнении в Крымске
Алешковский помогал тушить лесные пожары в Нижегородской области в группе добровольцев ещё в 2010 году. В 2012 году случилось наводнение в Крымске. Одновременно в Москве должна была пройти прездничная встреча журналистов в клубе «Завтра», на которой они решили посильно помочь пострадавшим. На смотровой площадке МГУ был организован пункт сбора гуманитарной помощи. Алешковский пришёл туда с медикаментами, остался помогать и постепенно возглавив процесс сбора с Марией Бароновой. С Воробьёвых гор в итоге отправили 150 тонн груза. Алешковский занимался поиском транспорта для людей и грузов: «Первую фуру дал человек, у которого погибли родственники в Крымске. Потом мы стали за деньги снимать фуры, мы собирали наличные». Он также приезжал в Крымск, чтобы на месте координировать работу волонтёрского лагеря «Добрый». Депутат Илья Пономарёв отмечал, что за время той журналистской кампании было собрано около миллиона долларов на ликвидацию последствий.

### Проект «Нужнапомощь.ру»
Еще философская проблема. Почему люди должны помогать кому-то другому? Чаще всего ответ такой: этому человеку должно помочь государство. А что такое государство? Никто из нас не задает себе это вопрос, мы живем с полной уверенностью в том, что губернатор, мэр, президент — это и есть государство. Только это не государство, а власть. Государство — это мы, вы, они. И если мы говорим, что государство вообще-то должно спасти умирающих детей, то это мы, вы и они должны их спасти, а не Путин, Усс, Еремин. Да, у чиновников есть такие обязательства, они властью наделены, бюджет распределяют, законы пишут. Но это и наши интересы тоже.
Полученный во время крымского происшествия опыт и наработанные материалы легли в основу благотворительного проекта «Нужнапомощь.ру» (nuzhnapomosh.ru), который Митя Алешковский запустил в сентябре 2012 года. Ему пришлось уйти из ИТАР-ТАСС, чтобы заниматься развитием проекта. Это был информационный портал с историями о «социальных героях», «которые важны для общества своей деятельностью и кому поддержки ждать уже не от кого, кроме самого общества». На старте проект объединял 50 журналистов из различных медиа, которые на волонтёрской основе создавали материалы для сайта «Нужнапомощь.ру» и по договору со своим главредом выкладывали их и на страницах рабочих СМИ.
Проект поднимал острые социальные темы, помогал финансово и юридически героям материалов, собирал средства на благотворительные инициативы, в том числе региональные. Для сбора средств Алешковский присоединился к фонду «Мозаика счастья». В интервью того времени он говорил, что «Нужна помощь» — это временное название проекта, постоянное будет утверждено позже.
На сайте разместили форму подписки, и уже в первый месяц работы собрали более 600 пожертвований на общую сумму 600 тысяч рублей, а за три года работы проекта в фонд поступило более 30 миллионов рублей. Средства распределили между 40 благотворительными инфраструктурными инициативами.

### Наводнение на Дальнем Востоке и проект «Амур’13»
В августе 2013 года Алешковский снова объявлял о сборе волонтёров для ликвидации последствий наводнения в Благовещенске и договаривался с авиакомпаниями о перевозке людей и гуманитарного груза на Дальний Восток. Совместная волонтёрская операция, созданная по наработкам организации работы в Крымске, получила название «Амур’13». Чтобы повысить интерес к программе, Алешковский записывал для сайта обращения знаменитых людей, среди них были актёры Гоша Куценко, Константин Хабенский, Александр Филиппенко, Пётр Красилов, Андрей Мерзликин, Данила Козловский, Николай Басков, Сергей Светлаков, музыканты Евгений Кисин, Святослав Вакарчук, Вероника Долина, журналисты Тина Канделаки и Леонид Парфёнов. В рамках программы было собрано 5 млн рублей и более 150 тонн гуманитарной помощи, которую развезли по 25 населённым пунктам. На поступившие средства, в том числе, был восстановлен фельдшерско-акушерский пункт в деревне Касаткино, которая пострадала больше всего от паводка. В 2014 году «Амур’13» был признан проектом года во время презентации ежегодного доклада о состоянии и развитии благотворительных фондов в России.
В 2014 году Алешковский собирал гуманитарную помощь для пострадавших от наводнения на Балканах.

### Фонд «Нужна помощь» и медиа «Такие дела»

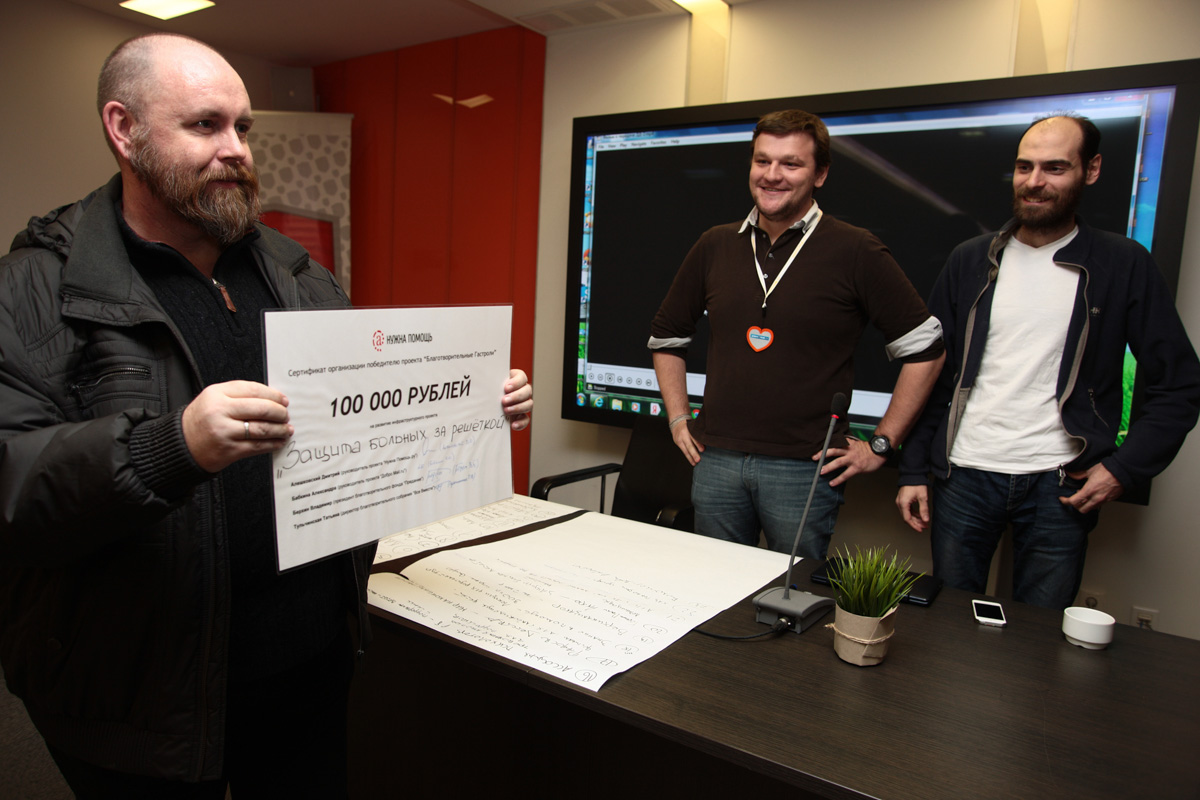
Победитель грантового конкурса «Благотворительные гастроли» в Казани, 2014 год

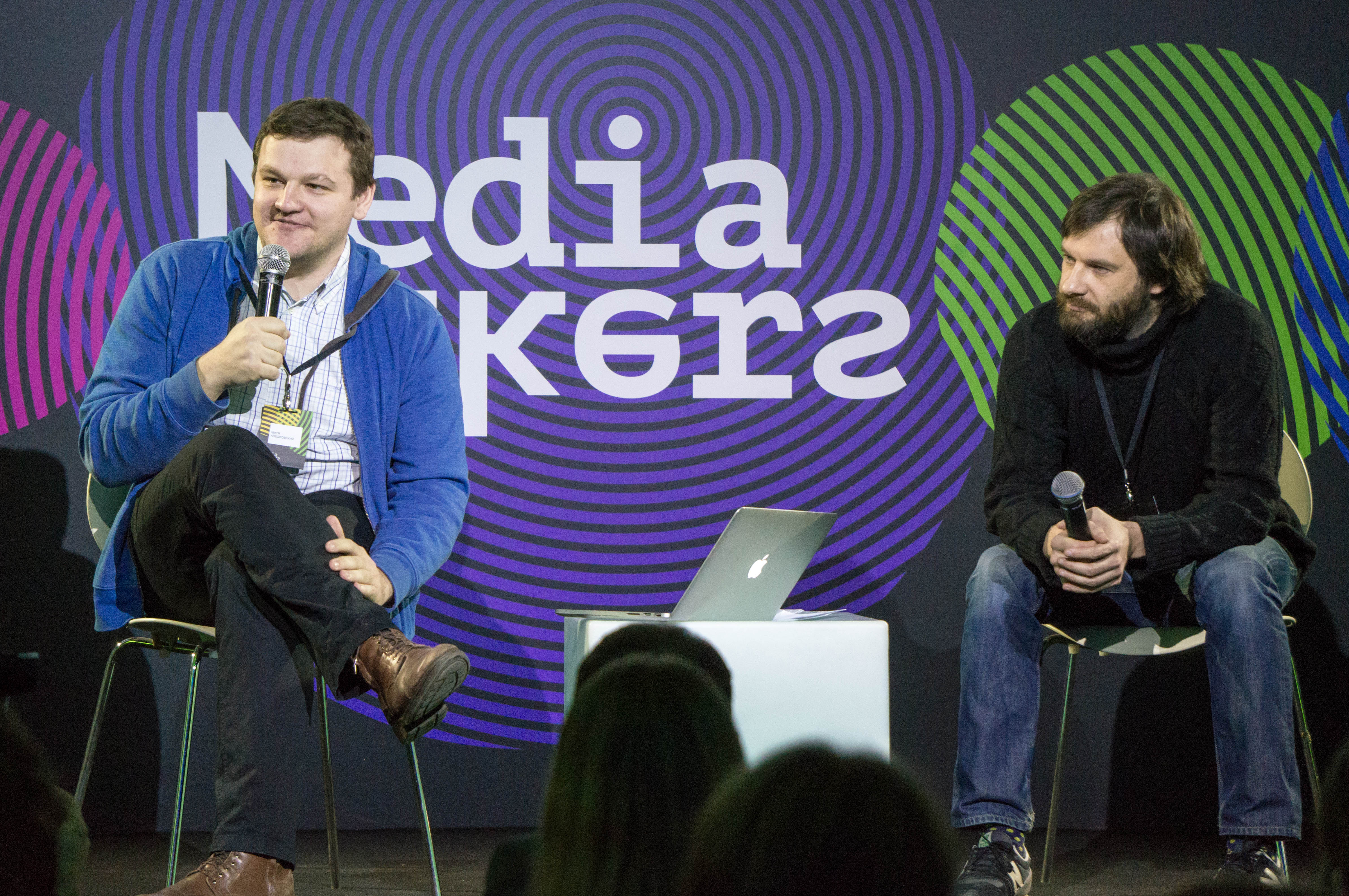
Митя Алешковский и Андрей Лошак на конференции MedaiMakers 2015 рассказывают о проекте «Такие дела»

В 2013 году был образован фонд «Нужна помощь», занятый системным развитием благотворительности в России. Со времени запуска первого проекта количество жертвователей перестало расти, требовалось вовлечь новую аудиторию. 25 мая 2015 года Алешковский анонсировал открытие медиапортала «Такие дела». В пресс-релизе говорилось, что портал «ведёт активное взаимодействие как с региональными, так и с федеральными НКО, собирая истории о благотворительных проектах, которые по каким-то причинам не попали в поле зрения других СМИ». Сайт takiedela.ru разделён на две созависимые части: журнал, который выполняет роль краудфандинговой платформы, и раздел о фонде. Слоганом нового медиа стало — «вернуть человека в журналистику».
Алешковский как медиаменеджер и издатель пригласил бывшего журналиста НТВ Андрея Лошака на должность главного редактора. На момент запуска медиа в фонде работало 18 человек, в команде Лошака — восемь, литредактором выступала Тамара Эйдельман. После Лошака на должности главного редактора были бывший главред «Русской планеты» Павел Пряников, журналист Валерий Панюшкин. По состоянию на 2022 год главный редактор «Таких дел» — Андрей Паламарчук; на июнь 2023 года — Евгения Волункова.
Согласно отчётности фонда, через платформу с 2015-го по август 2018 года удалось собрать почти полмиллиарда рублей, деньги идут на поддержку около 100 фондов, которые, в свою очередь, помогают более 80 тысячам человек.
На 2018 год «Нужна помощь» и «Такие дела» занимаются также научными исследованиями, просветительской деятельностью, организуют грантовые конкурсы, ведут образовательную программу «Благотворительные гастроли», снимают короткометражки и запускают различные интерактивные спецпроекты, переводят и публикуют популярные книги о том, как устроена благотворительность.

### Иные инициативы
В 2014 и 2015 годах Алешковский участвовал в Московском марафоне, собирая среди подписчиков пожертвования на программы «Помогу на бегу» и «Не разлей вода» благотворительного фонда «Дети наши». В 2016 году был среди преподавателей медиашколы «Хором» центра «Мосволонтёр». Входит в оргкомитет Форума национального покаяния и возрождения.
В 2018 году фонды «Старость в радость», «Вера» и «Живой» совместно со Свято-Филаретовским институтом запустили первую в России программу по подготовке социальных координаторов — специалистов по помощи одиноким и тяжелобольным людям. Алешковский принял участие в разработке принципов и компетенций этой профессии.
В 2020 году вместе с Сергеем Солониным, Андреем Себрантом, Артёмом Елмуратовым и другими, вошёл в наблюдательный совет MACS (Moscow School of Advanced Communications).

## Признание
- Алешковский входит в список 100 выдающихся[61] людей 2018 года по версии журнала «Русский репортёр» и 75 самых уважаемых людей страны по версии журнала «Эксперт»[62], а «Meduza» называет его одним из самых эффективных российских фандрайзеров[52].
- Проект «Такие дела» попал в шорт-лист премии «Сделано в России — 2015»[63].
- В 2016 году Алешковского номинировали на премию «GQ Человек года»[64] и на премию РБК в категории «Благотворитель года»[65].
- В конце 2017-го проект «Такие дела» вошёл в список лучших независимых СМИ по версии премии имени Сахарова «За журналистику как поступок»[49]
- В 2017 году Алешковский стал лауреатом премии «Медиаменеджер России» в номинации «За создание уникального социально-информационного продукта» в рубрике «Социальная ответственность медиабизнеса»[66][67]. В рейтинге заметности сообщений по версии «Медиалогии» среди номинированных на премию он оказался на пятой позиции[68].
- В 2018 году Митя Алешковский, Андрей Лошак, Валерий Панюшкин и Дмитрий Хитаров получили Премию правительства в области средств массовой информации за создание нового формата по поддержке и развитию благотворительности в России[69][70].

## Другое
29 июля 2022 года Министерство юстиции России внесло Алешковского в реестр СМИ — «иностранных агентов».